# Schizocypris ladigesi
Schizocypris ladigesi és una espècie de peix cipriniforme de la família dels ciprínids.

## Hàbitat
És un peix d'aigua dolça i de clima subtropical.

## Distribució geogràfica
Es troba a Àsia: riu Kankae (l'Afganistan).